# Abbaye de Blue Cloud
L' abbaye de Blue Cloud (en anglais : Blue Cloud Abbey, littéralement abbaye du Nuage bleu) est une abbaye bénédictine appartenant à la congrégation helvéto-américaine, affiliée à la confédération bénédictine de l'Ordre de Saint-Benoît. Elle est située aux États-Unis, à Marvin dans le Dakota du Sud. L'abbaye est dédiée à Notre-Dame des Neiges.

## Histoire
L'abbaye a été fondée en 1950 par des moines de l'archi-abbaye Saint-Meinrad (Indiana), au Nord-Est du Dakota du Sud, dans une région rurale et peu peuplée. Ils s'installèrent dans une ferme près de Marvin et construisirent ce qui est l'abbaye actuelle.
Blue Home a été construite dans une région habitée par des Amérindiens répartis dans quatre réserves, évangélisés dans les années 1870. Différents ordres y étaient présents par leurs missions. Aujourd'hui les écoles et les missions sont gérées par les Indiens eux-mêmes.

## Aujourd'hui
Les bénédictins ont fondé un prieuré à Coban au Guatemala en 1964. Aujourd'hui ils accueillent des retraitants dans leur maison d'hôtes de 21 chambres (avec salle de gymnastique) pour des retraites spirituelles en groupe ou individuelles et des recollections, s'occupent de paroisses environnantes et d'un camp d'été. Ils vivent de travaux d'artisanat (charpenterie-menuiserie, couture, etc.) et des produits de leur ferme. Ils divisent leur journée selon les trois pôles bénédictins, la prière, le travail et l'étude. Ils s'occupent aussi de travaux photographiques et d'informatique.
L'abbaye de 37 moines est dirigée par l'abbé Denis Quinkert.